# Lake Wilson (Neuseeland)
Der Lake Wilson ist ein Gebirgssee im Queenstown-Lakes District der Region Otago auf der Südinsel von Neuseeland.

## Geographie
Der See befindet sich in den Bergen der Humboldt Mountains, auf einer Höhe von 1434 m östlich der Serpentine Range. Rund 1,4 km südlich liegt der Lake Harris, dem der Lake Wilson seine Wässer zuträgt. Mit einer Fläche von knapp 30 Hektar dehnt sich der See über eine Länge von rund 950 m in Nord-Süd-Richtung aus und misst an seiner breitesten Stelle rund 420 m.